# Are We Not Men? We Are Diva!
Are We Not Men? We Are Diva! is het zesde studioalbum van de Amerikaanse punk- en coverband Me First and the Gimme Gimmes. Het album werd op 13 mei 2014 net zoals de meeste voorgaande albums van de band uitgegeven via het platenlabel Fat Wreck Chords. Het thema van het album ligt, zoals de titel suggereert, bij diva's. De meeste nummers die op het album te horen zijn, zijn dan ook covers van bekende zangeressen.
Vóór de uitgave van het album werden er twee nummers van het album online gezet. Het eerste nummer was "Straight Up". Op 5 mei werd ook het nummer "Beautiful" online gezet.

## Nummers
1. "I Will Survive" (Gloria Gaynor) - 2:27
2. "Straight Up" (Paula Abdul) - 2:59
3. "Believe" (Cher) - 3:08
4. "Beautiful" (Christina Aguilera) - 2:12
5. "My Heart Will Go On" (Céline Dion) - 2:44
6. "I Will Always Love You" (Dolly Parton) - 2:12
7. "Top of the World" (The Carpenters) - 2:09
8. "Speechless" (Lady Gaga) - 3:19
9. "Karma Chameleon" (Culture Club) - 3:45
10. "Crazy for You" (Madonna) - 2:48
11. "On the Radio" (Donna Summer) - 3:36
12. "The Way We Were" (Barbra Streisand) - 2:53

## Muzikanten
Band
- Spike Slawson - zang
- Chris Shiflett - gitaar
- Joey Cape - slaggitaar
- Fat Mike - basgitaar
- Dave Raun - drums

Aanvullende muzikanten
- Samon Rajabnik - keyboard
- Jamin Barton - saxofoon
- Joe Raposo - contrabas
- Darius Koski - accordeon
- Eric Melvin - achtergrondzang
- Paddy Skinner - achtergrondzang